# Lungomare degli artisti
Il lungomare degli artisti è una passeggiata a mare che si sviluppa nel territorio del comune di Albissola Marina, in provincia di Savona. Caratterizzato da 4000 m² di mosaici pavimentali realizzati negli anni sessanta da artisti italiani e stranieri, si estende lungo tutta la costa del comune ed è considerata la prima e più grande opera collettiva italiana d'arte pubblica integrata nello spazio urbano.

## Storia

### Il lungomare nel dopoguerra e il progetto di rifacimento
Dal secondo dopoguerra fino alla fine degli anni cinquanta la passeggiata a mare di Albissola Marina era prevalentemente utilizzata come varco di comunicazione tra le attività del borgo e il turismo balneare. Tutta l'area pedonale era usurata da molto tempo, il marciapiede era danneggiato a causa dell'intenso traffico che lo attraversava e da diversi lavori eseguiti dall'acquedotto e da altri enti pubblici.
Nel 1959 l'amministrazione comunale decise di rifare tutto il lungomare, sostituendo la pavimentazione e realizzando una fascia verde per dividerlo dalle spiagge. Il 12 maggio 1961 venne approvata la relativa delibera, il progetto durò nove mesi e nel febbraio 1962 dovevano iniziare i lavori, che slittarono a causa di problematiche legate alla presenza del cavo coassiale delle comunicazioni telefoniche internazionali che attraversava il sottosuolo. Il cavo e tutti gli impianti dell'acqua potabile e della corrente elettrica dovevano essere trasferiti verso il mare, ma le trattative tra il comune e i ministeri competenti tardarono l'inizio dei lavori, che cominciarono alla fine della stagione estiva.
Il progetto iniziale prevedeva la realizzazione di una nuova pavimentazione composta da grandi piastrelle di gres colorate, di nuovi bordi stradali in granito e di aiuole realizzate in pietra beola.

### Proposta iniziale
Già nel 1960 due consiglieri comunali, Adolfo Testa (fondatore del Circolo degli Artisti) e l'artista Aligi Sassu, in occasione del progetto di rifacimento del lungomare, ebbero l'idea di proporre in consiglio comunale la realizzazione della pavimentazione del lungomare con dei pannelli mosaici realizzati dagli artisti. La proposta fu accettata dalla giunta comunale e dal sindaco Pippo Ciarlo, che si rivolse alla ditta già incaricata dell'esecuzione dei lavori. Inizialmente questa variazione del progetto originario fu considerata di difficile realizzazione, in quanto sarebbe stato estremamente complesso trasformare normali bozzetti realizzati a tavolino in enormi mosaici pavimentali da realizzare all'aperto.
Nell'agosto 1962 l'impresa presentò un nuovo preventivo di spesa, aggiornato con i costi dei lavori necessari allo spostamento degli impianti e alla realizzazione dei pannelli. Il successivo 12 ottobre il comune approvò il nuovo preventivo, il costo totale per il rifacimento del lungomare fu di 36 milioni di lire.
Vi fu un'iniziale incertezza sulla scelta del materiale da impiegare per realizzare i mosaici, inizialmente vennero proposti la ceramica e il vetro opalino. Quest'ultimo sembrava essere più stabile e resistente alle intemperie. Tuttavia, il sindaco Ciarlo si affidò al parere dei ceramisti e degli artigiani locali: ordinò che diversi campioni dei materiali fossero lasciati a disposizione della cittadinanza affinché la scelta del materiale fosse condivisa con tutti. Alla fine si optò, anche per questioni economiche, per tesserine vetrose triangolari e quadrate.

## Realizzazione
Il progetto di Testa e Sassu si concretizzò con la collaborazione di artisti del luogo e stranieri, legati alla cittadina: lo stesso Sassu, Luigi Caldanzano, Giuseppe Capogrossi, Roberto Crippa, Giambattista De Salvo, Agenore Fabbri, Lucio Fontana, Mario Gambetta, Franco Garelli, Wilfredo Lam, Emanuele Luzzati, Mario Porcù, Federico Quatrini, Emanuele Rambaldi, Mario Rossello, Antonio Sabatelli, Eliseo Salino, Antonio Siri e Nino Strada donarono al comune i disegni per la realizzazione dei mosaici.
Il 13 luglio 1963 venne indetta una conferenza stampa per la presentazione definitiva del nuovo lungomare, che venne inaugurato il 10 agosto successivo.

## Manutenzione e successivo restauro
Fin dalla sua realizzazione, il lungomare è stato oggetto di diversi problemi causati dal traffico automobilistico della strada adiacente, dal notevole flusso di passanti, dalle intemperie atmosferiche e dalla scarsa manutenzione. Nel 1984 venne commissionata a Giovanni Brino, architetto e docente del Politecnico di Torino, la realizzazione di un progetto di restauro. Solo nel 1999, dopo alcuni test effettuati sui pannelli di Fontana e di Siri, venne avviato lo smantellamento dei vecchi mosaici che vennero sostituiti.
Nel 2005, nell'area dell'ex passante ferroviario sito in piazza Sant'Antonio (in direzione Albisola Capo) venne ricavata una nuova area pedonale, dove furono installati quattro nuovi pannelli tratti dai disegni di altri artisti: Eduardo Arroyo, Guy de Rougemont, Aurelio Caminati e Giorgio Bonelli, oltre ad un pannello di Asger Jorn. Quest'ultimo venne installato rovesciato rispetto al verso di lettura della firma.

## Le opere
Il lungomare degli artisti è composto in totale da 26 opere, di cui 21 installate durante la sua realizzazione e 5 installate a posteriori. I pannelli sono intervallati tra loro da spazi di congiunzione realizzati anch'essi a mosaico, a strisce bicrome bianche e azzurre, colori tipici dello stile "antico Savona".  Altre opere sono state incluse successivamente nel "sottopasso degli artisti" e in Piazza Tullio d'Albissola. Il lungomare ospita anche diverse sculture tra cui Monumento ai Caduti di tutte le guerre realizzata da Leoncillo Leonardi tra il 1956 e il 1957.

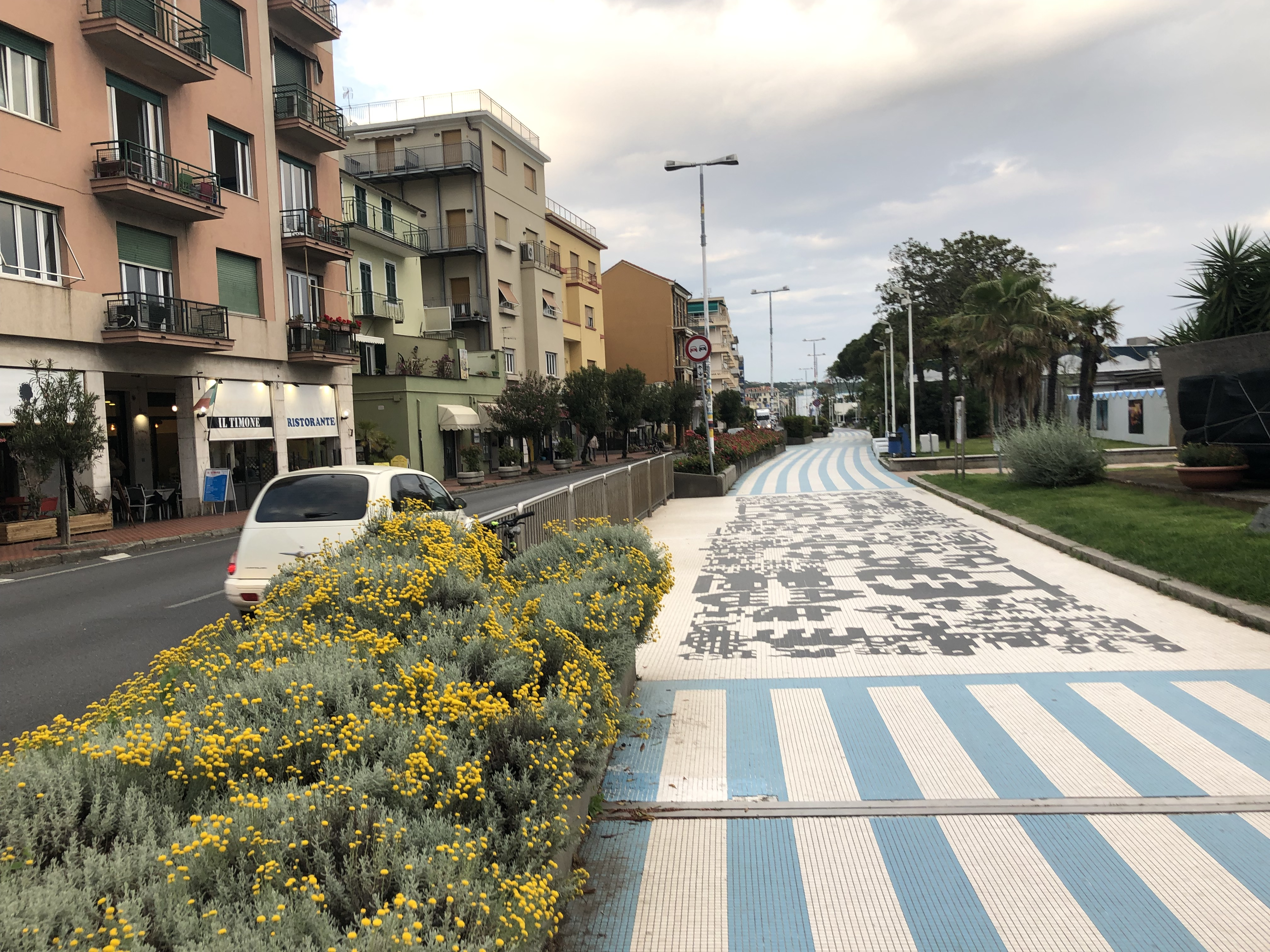
Scorcio del lungomare degli artisti

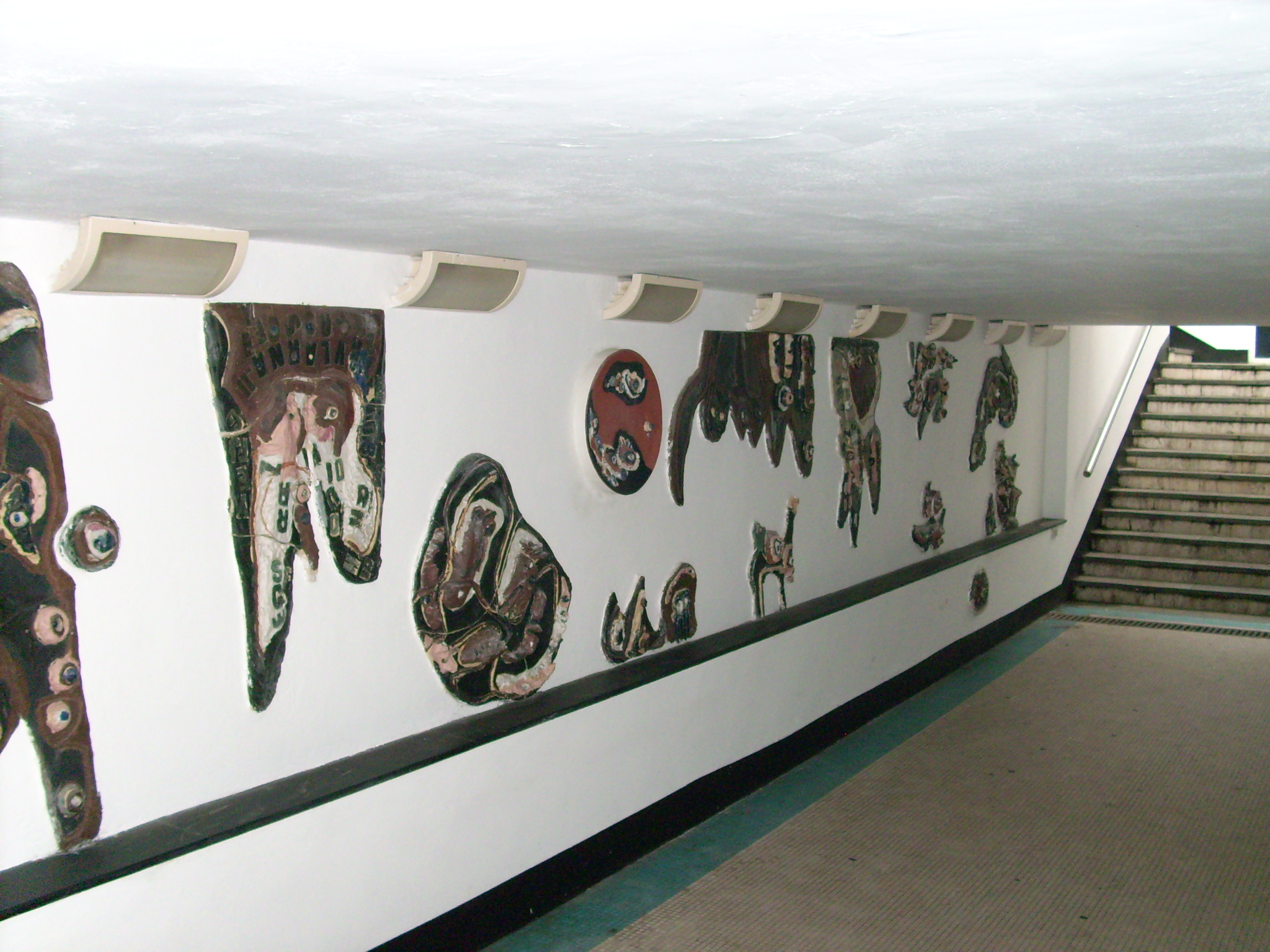
Scorcio del sottopasso degli artisti

### Elenco delle opere
- Continuità di Mario Rossello
- Composizione di Roberto Crippa
- Mitico mondo marino di Mario Gambetta
- Senza titolo di Asger Jorn
- I Re in esilio di Emanuele Luzzati
- Composizione di Emanuele Rambaldi
- La ceramica di Nino Strada
- Scena marina di Antonio Sabatelli
- Superficie XXX di Giuseppe Capogrossi
- Costellation du Sud di Wilfredo Lam
- Caccia e pesca di Giambattista De Salvo
- Concetto spaziale e Nature di Lucio Fontana
- Le streghe di Eliseo Salino
- Forma di Agenore Fabbri
- Astreo genera i venti di Antonio Franchini
- Donna sulla passeggiata di Franco Garelli
- Decorazione in nero di Mario Porcù
- Gabbiano e pesci di Luigi Caldanzano
- Luna sul mare di Antonio Siri
- Danza propiziatoria di Aurelio Caminati
- Spagna 1982 e Arredo urbano: panchina di Eduardo Arroyo
- Senza titolo di Guy de Rougemont
- Tucano e betulla di Giorgio Bonelli
- Il viaggio di Cristoforo Colombo di Federico Quatrini
- I cavalli del sole di Aligi Sassu